# Batwoman
Batwoman (alter ego van Kathy Kane of Kate Kane) is een personage uit een aantal stripverhalen, oorspronkelijk bedacht door Bob Kane en Sheldon Moldoff in 1956 voor DC Comics. Ze is de vrouwelijke tegenhanger van superheld Batman, bedacht door Bob Kane en Bill Finger in 1939.

## Kathy Kane
Batwoman verschijnt voor het eerst ten tonele in nummer 233 van Detective Comics in juli 1956. Net als Batman is ze een gekostumeerde misdaadbestrijder. Batwoman komt tussen 1956 en 1964 in verschillende Batmanverhalen voor als medestander van Batman, die haar probeert te bewegen het bestrijden van de misdaad uit veiligheidsoverwegingen op te geven. Een van haar bedenkers, Bob Kane, heeft beweerd dat hij haar getekend heeft naar voorbeeld van zijn echtgenote. Het feit dat hij haar ‘Kathy Kane’ noemde, lijkt dat te bevestigen. Zijn werkelijke input in haar uiterlijk wordt echter betwijfeld, omdat Kane het tekenen vaak aan assistenten overliet.
In 1961 wordt Batwoman vergezeld door haar nichtje Batgirl, genoemd naar Bob Kanes vrouw Betty. Kathy en Betty koesteren romantische gevoelens voor respectievelijk Batman en zijn hulpje Robin. Hoewel Robin wel geïnteresseerd lijkt in Batgirl, houdt Batman duidelijk afstand van Batwoman.
In 1964 verdwijnen zowel Batwoman als Batgirl uit de Batmanserie, maar ze komen nog wel een paar keer voor in World's Finest van Mort Weisinger, een serie waarin Batman en Superman samenwerken.
In de jaren zeventig wordt Batwoman opnieuw geïntroduceerd samen met een tweede Batgirl: Babara Gordon. Nadat Kathy Kane stopt met het bestrijden van misdaad wordt ze eigenaar van een circus. In 1979 wordt ze gedood door de ‘League of Assassins’ in Detective Comics nummer 485.
Na de kortlopende serie Crisis on Infinite Earths (1985-1986) is de geschiedenis van Batwoman ingrijpend herschreven. Kathy Kane is een bestaand personage, maar Batwoman is uit de verhaallijn verwijderd en heeft binnen de nieuwe continuïteit dus nooit bestaan.

## Kate Kane
DC Comics heeft Batwoman opnieuw geïntroduceerd in 2006. Hoewel aanvankelijk was aangekondigd dat ze haar rentree zou maken in nummer 11 van de nieuwe serie 52 (19 juli 2006), dook zij reeds op in nummer 7 (21 juni 2006). Hoewel de oorspronkelijke Batwoman verliefd is op Batman, is haar laatste incarnatie lesbisch en heeft die een romantisch verleden met rechercheur Renee Montoya. Batwoman heet nog steeds Kathy Kane, maar wordt tegenwoordig ‘Kate’ genoemd.
Het nieuws dat de nieuwe Batwoman lesbisch is, heeft veel aandacht gekregen in de media. Het werd onder meer vermeld op CNN en in de talkshow van Jay Leno. DC Comics’ keuze voor een lesbische Batwoman komt voort uit de wens van de Amerikaanse stripboekenindustrie om meer aandacht te schenken aan minderheden. DC Comics had echter niet verwacht dat het zoveel stof zou doen opwaaien.

## Andere media
Batwoman deed mee in de animatiefilm Batman: Mystery of the Batwoman. De Batwoman in deze film is eigenlijk een identiteit gebruikt door drie vrouwen: Gotham Police Detective Sonia Alcana, Dr. Roxanne 'Rocky' Ballantine, en Kathleen 'Kathy' Duquesne. De drie spelen samen onder een hoedje en wisselen expres de rol van Batwoman af, zodat er geen vaste connectie te ontdekken is tussen Batwoman en een van hen drieën.